# Idioma kanuri
El kanuri (o kanurí) es una lengua sahariana hablada por 4 millones de personas en Nigeria, Níger, Chad y Camerún. Pertenece a las lenguas nilo-saharianas y está asociado con los imperios de Kanem y Bornu que dominaron el lago Chad por varios siglos. Los hablantes de kanuri también hablan el idioma hausa y el árabe como segunda lengua. El idioma kanuri ha sido utilizado como lingua franca, pero su empleo está en declive.